# Unio
Genre
Unio est un genre de mollusques bivalves d'eau douce de la famille des Unionidae. On les classe parmi les moules d'eau douce (parfois appelées naïades).
Les espèces du genre Unio se caractérisent par une taille plutôt grande (pour des bivalves d'eau douce), leur charnière dentée et une coquille relativement épaisse.
Leur détermination est souvent rendue difficile par des morphes (formes) et couleurs différentes selon l'âge, mais aussi selon le contexte (richesse trophique du milieu), l'époque où l'espèce est trouvée (car le contexte trophique a pu changer, généralement dans le sens de l'eutrophisation) ou en raison de la génétique particulière d'une sous-population.

## Utilisations
En raison de leur mode de vie (filtreur, dans les sédiments), la chair des mollusques unio et anodontes est aujourd'hui souvent contaminée par des germes pathogènes et divers polluants que l'animal a pu bioconcentrer en se nourrissant.
Autrefois et durant la préhistoire notamment, dans certaines régions du monde (par exemple sur les bords du Nil dont les sédiments étaient alors riches en mollusques), ces animaux semblent avoir été recherchés et appréciés par l'Homme.

Ainsi, dans les amas préhistoriques de déchets alimentaires fouillés dans la province d'Assouan (Haute-Égypte) dans les années 1920, sur les bords d'un ancien lac autrefois alimenté par le Nil et deux autres fleuves aujourd'hui asséchés, le préhistorien Edmond Vignard (1885-1969) a trouvé « de nombreux amas de cuisine, formés de valves  de moules fluviatiles genre Unio et Anodonte », il ajoute d’ailleurs qu’« elles sont encore parfaitement conservées et leur nacre épaisse possède un orient magnifique. Ces coquillages formaient, en certains endroits, de véritables kjoekkenmoeddings de plusieurs mètres cubes » renfermant aussi « des silex, des ossements, des cendres et de nombreux fragments de roches dures ».

## Espèces rencontrées en Europe
- Unio crassus Retzius, 1788 - Mulette épaisse, Moule de ruisseau, Petite moule d'eau douce ou Moule d'eau douce commune
  - Unio crassus batavus (Maton & Rackett, 1807)
  - Unio crassus bruguierianus Bourguignat, 1853
  - Unio crassus carneus Küster, 1854
  - Unio crassus crassus Retzius, 1788
  - Unio crassus cytherea Küster, 1833
  - Unio crassus jonicus Drouet, 1879
- Unio elongatulus C. Pfeiffer, 1825
  - Unio elongatulus aleroni Compayo & Massot, 1845
  - Unio elongatulus bourgeticus Bourguignat, 1882
  - Unio elongatulus elongatulus C. Pfeiffer, 1825
  - Unio elongatulus eucirrus Bourguignat, 1860
  - Unio elongatulus gargottae Philippi, 1836
  - Unio elongatulus glaucinus Porro, 1838
  - Unio elongatulus lawleyianus Gentiluomo, 1868
  - Unio elongatulus mancus Lamarck, 1819 - Mulette méridionale
  - Unio elongatulus moquinianus Dupuy, 1843
  - Unio elongatulus pallens Rossmässler, 1842
  - Unio elongatulus penchinatianus Bourguignat, 1865
  - Unio elongatulus requienii Michaud, 1831
  - Unio elongatulus rousii Dupuy, 1849
  - Unio elongatulus turtonii Payraudeau, 1826
  - Unio elongatulus valentinus Rossmässler, 1854
- Unio pictorum (Linnaeus, 1758) - Mulette des peintres ou Unio des peintres
  - Unio pictorum ascanius Kobelt, 1913
  - Unio pictorum delphinus Spengler, 1793
  - Unio pictorum gaudioni Drouët, 1881
  - Unio pictorum latirostris Küster, 1854
  - Unio pictorum mucidus Morelet, 1845
  - Unio pictorum pictorum (Linnaeus, 1758)
  - Unio pictorum platyrhynchoideus Dupuy, 1849
  - Unio pictorum platyrhynchus Rossmässler, 1835
  - Unio pictorum praeposterus Küster, 1854
  - Unio pictorum proechistus Bourguignat, 1870
  - Unio pictorum rostratus Lamarck, 1819
  - Unio pictorum schrenkianus Clessin, 1880
- Unio tumidus Retzius, 1788 - Mulette renflée, Grande moule d'eau douce ou Moule d'eau douce gonflée
  - Unio tumidus borysthenensis Kobelt, 1879
  - Unio tumidus tumidus Retzius 1788

## Autres espèces(à compléter)
- Unio cariei Germain, 1919 (espèce éteinte)
- Unio mancus Lamarck, 1819
- Unio turtoni
- Unio valentianus Rossmässler, 1854